# Air Moldova
Air Moldova was tot 2023 de nationale Moldavische luchtvaartmaatschappij met haar thuisbasis in Chisinau.

## Geschiedenis
Air Moldova is opgericht in 1992 als opvolger van Aeroflots Moldavische divisie. Op 3 mei 2023 werden alle activiteiten stopgezet.

## Diensten
Air Moldova vloog naar (februari 2023):
| Land                | Stad                                         |
| ------------------- | -------------------------------------------- |
| Armenië             | Jerevan                                      |
| Azerbeidzjan        | Bakoe                                        |
| Cyprus              | Larnaca                                      |
| Duitsland           | Düsseldorf, Frankfurt am Main, Leipzig/Halle |
| Egypte              | Sharm-el-Sheikh                              |
| Frankrijk           | Parijs-Beauvais                              |
| Georgië             | Batoemi, Tbilisi                             |
| Ierland             | Dublin                                       |
| Israël              | Tel Aviv                                     |
| Italië              | Bologna, Milaan, Rome, Verona                |
| Polen               | Warschau-Modlin                              |
| Portugal            | Lissabon                                     |
| Spanje              | Barcelona                                    |
| Tsjechië            | Praag                                        |
| Turkije             | Istanboel-Atatürk                            |
| Verenigd Koninkrijk | London Stansted                              |

Steden in cursief worden alleen in bepaalde seizoenen gevlogen.

## Vloot
De vloot van Air Moldova bestond op 15 mei 2017 uit volgende toestellen..
- 1 Airbus A321-200
- 2 Airbus A320-200
- 1 Airbus A319-200
- 2 Embraer EMB-190